# Lemouzi
 (août 2023).
Si vous disposez d'ouvrages ou d'articles de référence ou si vous connaissez des sites web de qualité traitant du thème abordé ici, merci de compléter l'article en donnant les références utiles à sa vérifiabilité et en les liant à la section « Notes et références ».
Lemouzi est une revue régionaliste et félibréenne trimestrielle française, fondée en 1893, et éditée par la société historique et régionaliste du Bas-Limousin.

## Historique
La fondation de la revue en novembre 1893 est parallèle à la naissance du Félibrige en Limousin. Louis de Nussac en est le véritable fondateur et il en imagine la création dès 1888. 
À l'origine, elle se présente comme l'organe du Mouvement félibréen limousin qui vient de se créer sous l'impulsion du chanoine Joseph Roux, initiateur en Limousin de ce mouvement de renaissance littéraire de la langue d'Oc. Sa rédaction est alors installée à Brive-la-Gaillarde, rue Bertrand de Born.
Dans les mois qui suivent, s'associe à la revue la Ruche corrézienne de Paris, association d'originaires qui prend en charge plusieurs rubriques de la revue, puis, de façon éphémère, l'Association amicale des Limousins de Paris.
Les premiers numéros sont presque totalement consacrés à la publication, chapitre par chapitre, de la Grammaire Limousine, grand œuvre de Joseph Roux, finalement publié en livre à Brive en 1895. Plusieurs des membres de la Ruche (Louis de Nussac, René Fage, Johannès Plantadis, secrétaire général de la Ruche, ...) contribuent à l'élargissement du champ de la revue, qui consacre désormais de nombreux articles à l'ethnographie et à l'histoire locales, sans ignorer les créations littéraires en langue limousine. La rédaction a alors deux adresses, à Brive et au siège de la Ruche, à Paris.
La revue change à plusieurs reprises de titre :
- Lemouzi. Organe mensuel de l'École Limousine Félibréenne (1893) ;
- Lemouzi. Organe mensuel de la Fédération provinciale des Écoles félibréennes du Limousin et de la Ruche Corrézienne de Paris (1896) ;
- Lemouzi. Revue franco-limousine, Organe mensuel de la Fédération provinciale des Écoles félibréennes du Limousin, de la Ruche Corrézienne de Paris et de l'Association amicale des Limousins de Paris (1899) ;
- Lemouzi. Revue franco-limousine, Organe mensuel du Félibrige limousin et de la Ruche Limousine de Paris (1910).

Au lendemain de la Première Guerre mondiale, la publication reprend, avec une rédaction désormais totalement parisienne, avec pour titre Lemouzi. Littéraire, Artistique, Historique, et Traditionniste. Revue félibréenne et régionaliste du Limousin (Corrèze, Creuse, Haute-Vienne, Nontronnais et Confolentais) (1920), qui devient quelques années plus tard Lemouzi. Revue mensuelle régionaliste et félibréenne du Haut et Bas-Limousin, de la Haute et de la Basse Marche, du Pays de Combraille, du Nontronnais et du Confolentais (1931).
La publication cesse en 1931.
Elle reprend en 1961, comme bulletin de la « Société d'études historiques et archéologiques de la Moyenne Corrèze ». Cette société avait été fondée en septembre 1959 par la réunion de deux sociétés antérieures, la « Société des amis de Corrèze et de son canton » (crée en 1930) et  la « Société d'archéologie et d'études historiques de Marcillac-la-Croisille », toutes deux fondées par Jean-Baptiste Brunie (1879-1966). C'est ce dernier, président-fondateur de la nouvelle société, qui invite à redonner vie à Lemouzi pour en faire le bulletin de la nouvelle société. Le siège de la nouvelle société est le domicile de Jean-Baptiste Brunie, le Chateau d'Uzerche, porte Barrachaude, Uzerche (Corrèze) . Lors de son assemblée générale du 25 février 1962, la société prend le nom de « Société historique, archéologique et régionaliste de la Haute et Moyenne Corrèze » .  Sous la présidence de Robert Joudoux, elle devient la « Société historique et régionaliste du Bas-Limousin » (SHRBL), reconnue établissement d'utilité publique par décret du Premier ministre Jacques Chirac du 12 novembre 1976. Cette société est présidée par Ghislaine Boudrie actuellement.
En 2023, cette revue trimestrielle est toujours active. Elle a collaboré en octobre 2023 avec la biennale européenne d'histoire locale organisée par Jean Boutier à Tulle.

## Présentation
Ce bulletin propose des articles ayant comme thèmes d'études :
- Littérature : prose et poésies françaises et occitanes limousines
- Traditions - Archéologie - Ethnographie - Folklore - Bio-Bibliographie - Démographie - Onomastique - Généalogie
- Toponymie - Histoire - Géographie - Sciences naturelles - Agronomie - Économie
- Arts et Illustrations
- Histoire locale

### Suppléments
Chaque année, un ou plusieurs numéros spéciaux sont annoncés et mis en souscription quelques mois avant leur parution. Ces numéros sont également vendus dans certaines librairies limousines. 
Quelques numéros spéciaux :
- Les paysages du bassin de Brive (n° 131 bis, octobre 1994)
- Les vignes de la basse-Corrèze (n° 148 bis, novembre 1998)
- Saint-Yrieix et le pays arédien (n° 154 bis, avril 2000)
- Histoire de l'église d'Argentat (n° 158 bis, juin 2001)
- Les châtaigniers du Limousin (n° 161 bis, avril 2002)
- Dictionnaire limousin-français (n° 169 bis, février 2004)
- Rêveries d'un enfant de Laguenne ou le Mahabharata guennois[6] (n° 170, avril 2004)
- Nouveaux contes et proverbes limousins[7] (n° 174 bis, mai 2005)
- Dictionnaire français-limousin (n° 178 ter, juin 2006)
- L'agriculture limousine des origines au milieu du XXe siècle (n° 185 bis, mars 2008)
- Histoire du pays de Saint-Viance (n° 191 bis, 2009)

### Directeurs et rédacteurs en chef
- Johannès Plantadis (fin du XIXe siècle)
- Joseph Nouaillac  (1924-1931)
- Robert Joudoux (de 1961 à son décès en 2016)
- Jean-Claude Blanchet (2017-)

### Diffusion
Le bulletin est disponible par abonnement, avec une cotisation à la Société historique et régionaliste du Bas-Limousin. 

### Sources et bibliographie
- Jean Tricard, Philippe Grandcoing et Robert Chanaud (préf. Robert Savy), Le Limousin, pays et identités, Presses universitaires de Limoges et du Limousin, octobre 2006, 577 p. (ISBN 978-2-84287-410-0, lire en ligne)